# Gerlacus Moes
Gerlacus Moes (ur. 10 sierpnia 1902 w Bussum, zm. 23 kwietnia 1965 w Burlington) – holenderski pływak, uczestnik Letnich Igrzysk 1924 w Paryżu.
Podczas igrzysk olimpijskich w 1924 roku wystartował na dystansie 200 metrów stylem klasycznym, lecz odpadł w pierwszej rundzie uzyskując czas 3:18,8.